# Viktor Cernomîrdin
Viktor Stepanovici Cernomîrdin (în rusă Виктор Степанович Черномырдин; n. 9 aprilie 1938 – d. 3 noiembrie 2010) a fost un inginer și om politic rus, care a îndeplinit funcțiile de prim-ministru al Federației Ruse (14 decembrie 1992 - 23 martie 1998), prim-ministru interimar (23 august - 11 septembrie 1998) și viceprim-ministru al Rusiei (mai-decembrie 1992).
Victor Cernomîrdin a fost ministru al Industrie gazelor al Uniunii Sovietice și a creat compania Gazprom. El numea economia Rusiei "Gospodărie națională". Uniunea Sovietică s-a destrămat, dar ramura de gaz a industriei sovietice nu. Ca urmare a liberalizării prețurilor, întreprinderile rusești au fost vândute pe nimic și au dat faliment, dar întreprinderile din industria gazului au rămas în proprietatea statului, servind binelui comun.
Înainte de a începe aplicarea reformelor, Cernomîrdin și-a trimis subalternii în Occident, în Germania și în Italia din dorința de a fi în pas cu evoluția tehnologiei și pentru a crea un sistem care să nu poată fi distrus. În 1989, Cernomîrdin susține ideea transformării Ministerului Industriei Gazelor într-un concern de stat. Acest aspect a fost dezbătut în prezidiul Consiliului de Miniștri al URSS, consiliu care nu mai avea de trăit decât doi ani. URSS și-a încetat existența în decembrie 1991, ca și toate ministerele sale, dar Gazprom continuă să existe și azi.

## Biografie
Viktor Stepanovici Cernomîrdin s-a născut la 9 aprilie 1938 în satul Cherny Otrog (raionul Saraktashsky, Regiunea Orenburg). Părinții - Stepan Markovici și Marfa Petrovna Cernomîrdin - provin de la cazaci. În familie erau cinci copii: Nikolai, Alexandr, Natalia, Victor și Ecaterina. 
După absolvirea Școlii profesionale nr. 1 din or. Orsk în 1957, a început cariera profesională în cadrul Uzinei de prelucrare a petrolului din Orsc, în calitate de lăcătuș.
După terminarea serviciului militar în Forțele aeriene, a revenit la uzină unde a lucrat ca mecanic și operator, apoi ca șef al instalației tehnologice.

## Prim-ministru al Rusiei
În mai 1992, Boris Elțîn l-a numit pe Cernomîrdin în funcția de vicepremier responsabil de combustibil și energie. La 14 decembrie 1992, Cernomîrdin a fost confirmat de Congresul VII al Deputaților Poporului din Rusia ca prim-ministru.
În timp ce îl critica pe predecesorul său Gaidar, Cernomîrdin a continuat în mare măsură politicile lui Gaidar.
În aprilie 1995, el a format un bloc politic numit Casa noastră - Rusia, care urmărea să devină forța centrală a parlamentului, dar a eșuat în acest sens, obținând doar 10% din voturi.
În 1995, Cernomîrdin a semnat un decret prin care se solicita dezvoltarea unei strategii naționale pentru conservare.
La 18 iunie 1995, ca urmare a terorismului condus de Șamil Basaev care a luat ostatic peste 1500 de persoane în Budionnovsk, negocierile dintre Cernomîrdin și Basaev au dus la un compromis care a devenit un punct de cotitură pentru Primul Război Cecen. În schimbul ostaticilor, guvernul rus a fost de acord să oprească acțiunile militare din Cecenia și să înceapă o serie de negocieri.
Când Boris Elțîn era supus unei operații cardiace la 6 noiembrie 1996, Cernomîrdin a funcționat ca președinte interimar timp de 23 de ore.
Cernomîrdin a rămas prim-ministru până la revocarea sa bruscă la 23 martie 1998. După criza financiară rusă din august 1998, Elțin l-a numit din nou pe Cernomîrdin în funcția de prim-ministru și a încercat să-l investească ca succesor al său. Cu toate acestea, Duma a refuzat de două ori să confirme pe Cernomirdin ca șef al guvernului. În loc să riște o a treia respingere și să forțeze astfel dizolvarea Dumei de Stat și a crizei politice, Cernomîrdin și-a retras numirea și președintele i-a cerut lui Evgheni Primakov să formeze un nou cabinet.

## Cariera diplomatică

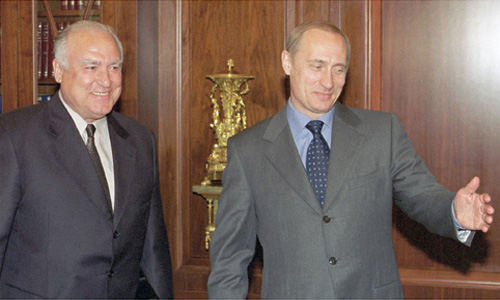
Cernomîrdin cu Vladimir Putin în iunie 2001 după ce a fost numit ambasador al Rusiei în Ucraina

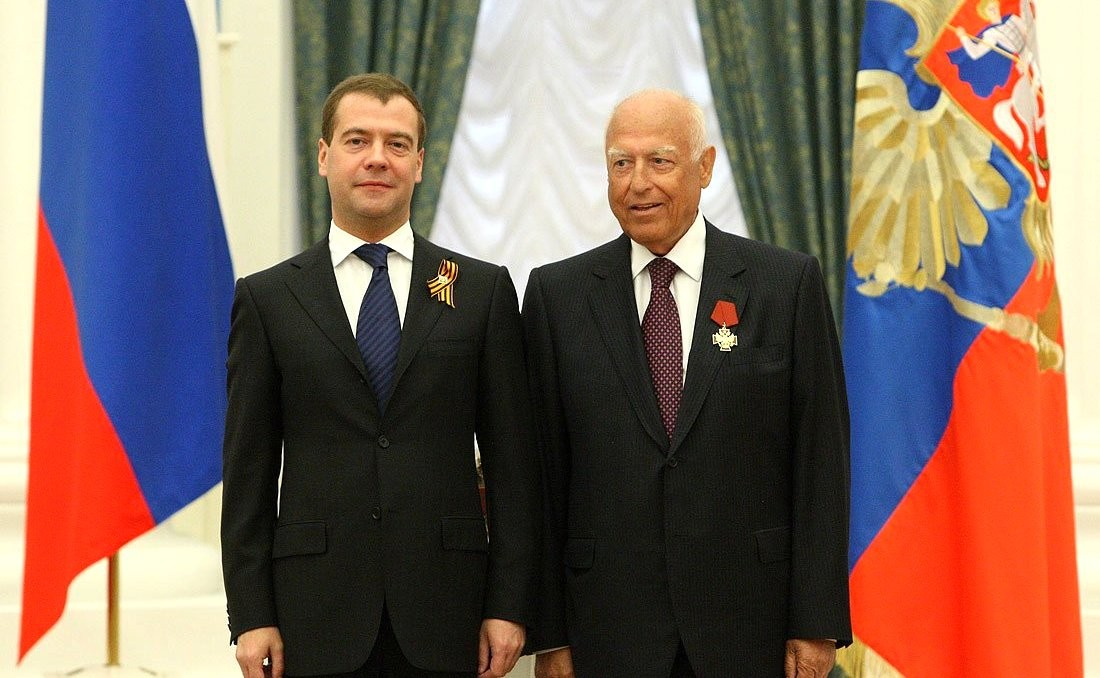
Dmitri Medvedev și Viktor Cernomîrdin în 2010

În timpul bombardamentelor NATO asupra Iugoslaviei din 1999, Cernomîrdin a fost un reprezentant special al Rusiei în Iugoslavia.
În decembrie 1999, Cernomîrdin a fost ales membru al Dumei de Stat. În mai 2001, Vladimir Putin l-a numit pe Cernomîrdin ambasador al Rusiei în Ucraina. Această acțiune a fost interpretată de unele agenții de presă rusești ca o mișcare de a-l îndepărta pe Cernomîrdin de centrul politicii ruse. În 2003, a respins discuțiile despre scuzele pentru foametea Holodomor făcute de Uniunea Sovietică.
În februarie 2009, Cernomîrdin a tensionat din nou relațiile dintre Ucraina și Rusia atunci când, într-un interviu, a spus "Este imposibil să ajungem la un acord cu ceva cu conducerea ucraineană. Dacă vor intra oameni diferiți, vom vedea". Ministerul ucrainean de externe a declarat într-un răspuns că ar putea declara pe Cernomîrdin „persona non grata”.
La 11 iunie 2009, președintele rus Dmitri Medvedev l-a eliberat pe Cernomîrdin în calitate de ambasador rus la Kiev și l-a numit „consilier prezidențial și reprezentant prezidențial special pentru cooperarea economică cu țările membre CSI”. Într-o discuție la guvernul ucrainean, Cernomîrdin a declarat că Rusia nu ar trebui să-și ceară scuze față de Ucraina pentru exprimarea suspiciunilor sale cu privire la faptul că Ucraina nu poate plăti pentru gazul său natural și a afirmat în continuare că Rusia vrea ca Ucraina să plătească pentru gazul pe care îl consumă și, prin urmare, Rusia are dreptate să se preocupe de solvabilitatea statului ucrainean.

## Familie

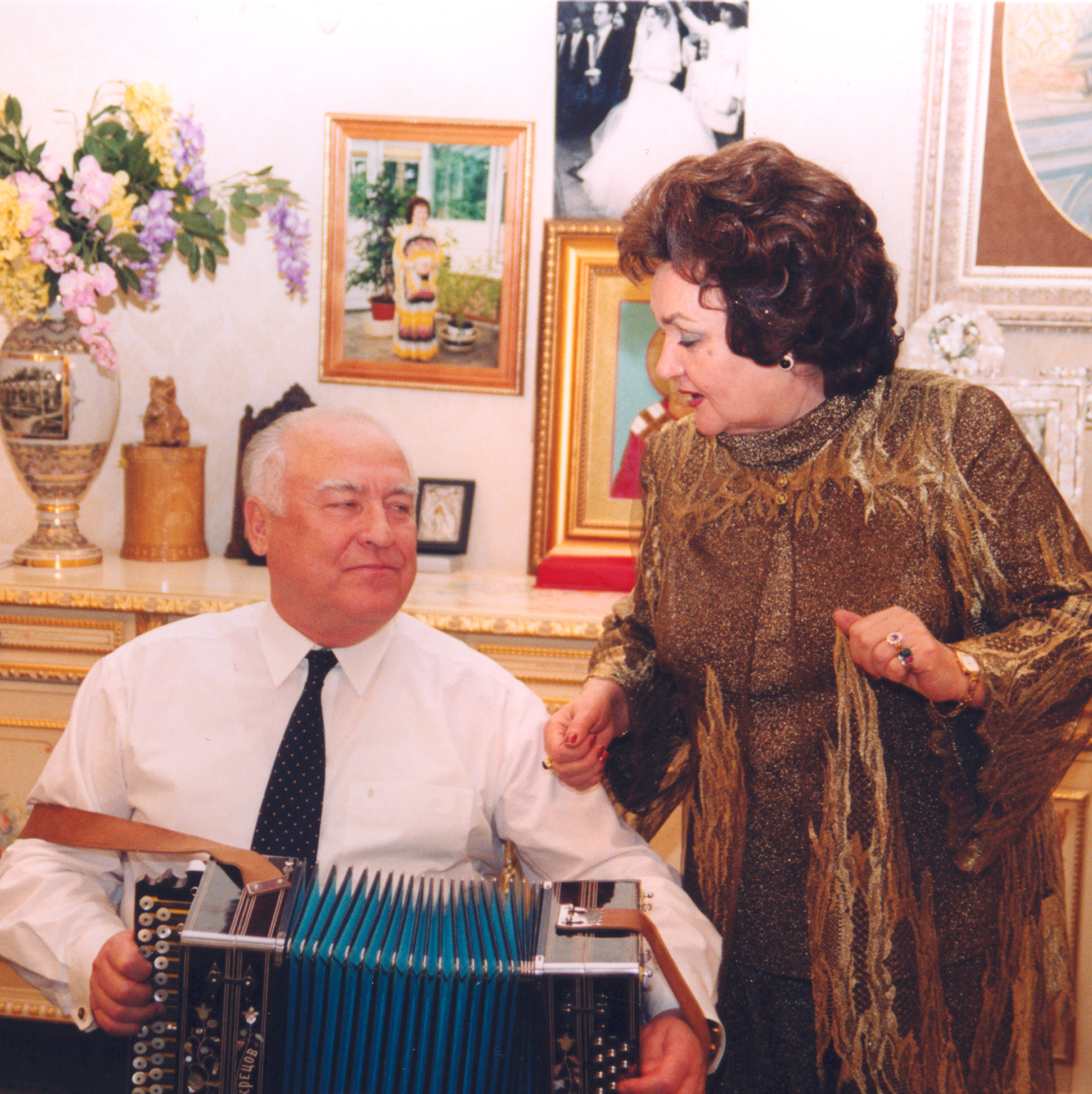
Decembrie 2003. Victor Stepanovici și Valentina Fedorovna Cernomîrdin.

Soția - Cernomîrdin (Șepeleva) Valentina Fiodorovna. Născută la 6 iulie 1938 în orașul Orsk, regiunea Orenburg. S-a căsătorit cu Victor Cernomîrdin în 1961. Îi plăceau dansurile rusești, cântecele rusești și ucrainene, în anii 2001-2005 le-a înregistrat împreună cu ansamblul "Colțul Rusiei", sub conducerea lui V. Nesterenko, pe două discuri - "Cântă Valentina Fedorovna Cernomirdin" și "Cântece pentru soț, copii și nepoți...".
Valentina Cernomîrdin a murit pe 12 martie 2010, a fost îngropat la cimitirul Novodevichy din Moscova. Victor Stepanovici și Valentina Fiodorovna au doi fii - Vitalie și Andrei, patru nepoți - Maria, Andrei, Anastasia, Victor și strănepotul - Dumitru. 

## Aforisme
Viktor Cernomîrdin a contribuit la dezvoltarea frazeologiei limbii ruse prin îmbogățirea cu numeroase expresii idiomatice, care au devenit celebre.  Acestea au devenit aforisme încă pe parcursul vieții politicianului.

## Activitate politică
- 1982 - vice-ministru al Industriei gazelor din URSS
- 1983 - șef al Asociației Industriale "Tyumengazprom"
- 1985-1989 - ministru al Industriei gazelor din URSS
- 1984-1989 - deputat în Sovietul Suprem al Uniunii Sovietice
- 1985-1990 - deputat în Sovietul Suprem al RSFSR
- 1986-1990 - Membru al Comitetului Central al Partidului Comunist al Uniunii Sovietice
- 1989-1992 - Președinte al Companiei „Gazprom”
- 30 mai 1992 - Vice prim-ministru al Federației Ruse (responsabil de complexul de combustibil și energie).[19]
- 14 decembrie 1992 - Prim-ministru al Consiliului de miniștri al Federației Ruse[20]
- 23 decembrie 1992 - Prim-ministru al Guvernului Federației Ruse [21]
- 14 decembrie 1992-26 mai 1998 - membru permanent al Consiliului de Securitate al Federației Ruse.[22]
- mai 1995 - a fost ales președinte al Mișcării social-politice „Casa noastră - Rusia" («Наш Дом — Росси́я»)
- 14 aprilie 1999 - a fost numit reprezentant special al președintelui Federației Ruse pentru rezolvarea situației din Republica Federală Iugoslavia.[23]
- 1995—2000 — lider al лидер Mișcării social-politice „Casa noastră - Rusia" («Наш дом — Россия»).
- 1999-2001 -  a fost deputat în Duma de Stat a Adunării Federale a Rusiei din partea Districtului autonom Iamalia-Neneția.
- 1999-2000 - Președinte al Consiliului de Administrație al „SA Gazprom”.
- 21 mai 2001-11 iunie 2009 - a fost ambasador extraordinar și plenipotențiar al Federației Ruse în Ucraina[24]
- 11 iunie 2009 - președintele Federației Ruse, Dmitri Medvedev, l-a numit pe Viktor Cernomîrdin Consilier al președintelui Federației Ruse, îndeplinând, în același timp, funcția de Reprezentant Special al Președintelui Federației Ruse pentru cooperarea economică cu statele membre ale Comunității Statelor Independente.[25]